# Pietrzwałd (województwo warmińsko-mazurskie)
Pietrzwałd (niem. Peterswalde) – wieś w Polsce położona w województwie warmińsko-mazurskim, w powiecie ostródzkim, w gminie Ostróda. W latach 1973–1976 miejscowość była siedzibą gminy Pietrzwałd. W latach 1975–1998 miejscowość położona była w województwie olsztyńskim.

## Historia
Wieś Pietrzwałd, według posiadanych źródeł powstała w 1363 roku. Winrich von Kniprode nadał Gablocie, Günterowi, sołtysowi Piotrowi sześćdziesiąt włók ziemi w Pietrzwałdzie. Od imienia sołtysa nadano wsi nazwę, która w okresie ulegała kolejnym przekształceniom. W czasach krzyżackich wieś pojawia się w dokumentach w roku 1366, podlegała pod komturię w Ostródzie, były to dobra rycerskie o powierzchni 30 włók. W 1366 r. Piotr, Günter i Glabota otrzymali potwierdzenie prawa własności. W 1453 roku pruscy właściciele majątku w Pietrzwałdzie przystąpili do Związku pruskiego, za co komtur groził im zamknięciem w wieży. W 1498 r. komtur dzierzgoński Ludwik von Seinsheim sprzedał Janowi von Diebenowi (Sampławskiemu) 12 włók na prawie chełmińskim.
W 1500 r. Andrzej z Lipowa sprzedał 16 włók w Pietrzwałdzie jakiemuś człowiekowi z Mazowsza. W 1588 roku było w Pietrzwałdzie 11 gospodarzy, 11 zagrodników i 9 rodzin bez ziemi. W 1591 roku bez zgody księcia wybudowano kościół wyglądem przypominający karczmę, za co pan starościński z Królewca polecił zamknąć 12 wolnych kmieci (którzy udali się do Królewca prosić o przydzielenie pastora). Parafii nie powołano, a mieszkańcy musieli chodzić na nabożeństwa do Smykowa. Zezwolił on jednak na utrzymanie nauczyciela szkoły wyznaniowej, wygłaszał on kazania i jednocześnie udzielał chorym ostatniej przysługi. W latach 1591–1616 pastorem był Feliks Horn. W XVI w. przebudowano bryłę kościoła i nadano jej kształt ośmiokąta. W 1614 r. zakupiono dzwon do kościoła. W 1615 r. wybudowano wolno stojąca dzwonnicę. Od 1621 r. we wsi byli tylko sami Polacy, w tym czasie była to wieś czynszowa. Ośmiu wolnych chłopów płaciło po jednym talarze czynszu od włóki. W 1624 r. kapelanem był Jan Hieronimo, dotychczasowy nauczyciel w powiecie szczycieńskim. W 1623 kapelanem został pastor z Marwałdu. W 1640 r. geometra Stefan Dombrowski, który wcześniej wiernie służył elektorowi na Sambii i w Niderlandach, otrzymał 3 i 3/4 włóki z prawem warzenia piwa i spirytusu. W 1641 wolni musieli oddawać świadczenia czynszowe także w naturze. W 1688 r. spłonęły w pożarze zabudowania wszystkim wolnym kmieciom.
W 1708 r. we wsi mieszkało 26 wolnych. Na początku XVIII w. wybudowano nowy, drewniany kościół (z tego okresu pochodzi tryptyk, zakupiony w Grotau - zachowały się z niego jedynie niektóre rzeźby). W 1736 r. we wsi mieszkało 24 wolnych. Pastor ze Smykowa tutejsza parafię obsługiwał tylko cztery razy w roku. Z tego powodu mieszkańcy domagali się, by nauczyciel pełnił częściowo obowiązki duszpasterskie. W 1753 roku zakupiono drugi dzwon. W 1807 chłopi z Pietrzwałdu schwytali kilkunastu napoleońskich żołnierzy, którzy w okolicy rabowali i dokonywali gwałtów i utopili ich w miejscowym stawie. Po wykryciu zbrodni marszałek Louis Nicolas Davout nakazał rozstrzelać czterech chłopów i spalić wieś.
W 1820 r. we wsi były 32 domy i 225 mieszkańców. W 1880 r. wieś liczyła 837 mieszkańców.
W 1939 r. we wsi mieszkało 688 osób.
Po II wojnie światowej, w 1948 roku powstała grupa Świadków Jehowy, którą tworzyły ukraińskojęzyczne rodziny.

## Zabytki
- drewniany kościół barokowy parafii św. Piotra w okowach (o konstrukcji zrębowej z XVIII w., zrekonstruowany w 1924 r.), strop pokryty polichromią), a ołtarz (z początku XVIII w.) do niego zakupiono w Grotau. Z ołtarza do dziś zachowały się tylko niektóre fragmenty. Dzwony na dzwonnicy pochodzą z 1614 i 1753 r. Barokowy kościół jest cennym zabytkiem architektonicznym.